# 癌症篩查
癌症筛查又稱腫瘤篩查，旨在癌症症状出现之前就发现癌症。这可能涉及血液检测、尿液分析、DNA检测或醫學影像等項目。癌症筛查可以在癌症尚在早期時就诊断出來。因為癌症在早期時如果就能及時確診的話，可以有更高的成功治疗率以及延长壽命。不過筛查也有可能导致假阳性结果和随后進行的侵入性手术（即因為錯誤得出陽性結論而進行不必要的手術）。筛查也可能导致假阴性结果，即遗漏癌症。必须权衡癌症筛查在癌症预防、早期发现和后续治疗方面的好处与危害。
普遍筛查，也称为大规模筛查或人群筛查，涉及对每个人进行筛查，通常是對特定年龄人群進行篩查。。选择性筛查可以确定那些已知罹患癌症风险较高的人，如有癌症家族史的人。
癌症篩查必须有效、安全，假阳性和假阴性结果的比率必須保持較低水平。如果发现了癌症的迹象，就要进行更明确的、侵入性的后续检查以確定是否患有癌症。